# Liste der Bodendenkmale in Wentorf (Amt Sandesneben)
In der Liste der Bodendenkmale in Wentorf (Amt Sandesneben) sind die Bodendenkmale der Gemeinde Wentorf (Amt Sandesneben) nach dem Stand der Bodendenkmalliste des Archäologischen Landesamts Schleswig-Holstein von 2016 aufgelistet.
| Denkmal-ID           | Befundart     | Bezeichnung                 | Zeitstellung            | Lage | Bemerkungen | Bild |
| -------------------- | ------------- | --------------------------- | ----------------------- | ---- | ----------- | ---- |
| aKD-ALSH-Nr. 001 071 | Altweg, Hafen | Weg/Furt/Wasserstraße/Hafen | Vor- und Frühgeschichte |      |             |      |